# Иваск, Ивар
Ивар Видрик Иваск (эст. Ivar Vidrik Ivask, 17 декабря 1927[…], Рига — 23 сентября 1992[…], Фаунтинстаун, Манстер) — эстонский поэт и литературовед, редактор, педагог.
В 1944 году он бежал из Эстонии в Германию и с 1949 года жил в США, а с 1991 года — в Ирландии. 
Он работал профессором современных языков и литературы в Университете Оклахомы, писал в основном об испаноязычной литературе.
С 1967 по 1991 год он был главным редактором международного литературного ежеквартального журнала World Literature Today (ранее Books Abroad) и руководил двумя его дочерними двухгодичными литературными программами: Нейштадтская литературная премия (1970–) и Puterbaugh Conferences on Writers of the Frank-Speaking and Latino-Emergency World (1968–), позже известными как Puterbaugh Conference on World Literature.
Иваск был женат на латвийской поэтессе и переводчице Астриде Иваске (1926–2015). Он умер в Фаунтинстауне, Ирландия, в 1992 году.